# Hartmann von Aue

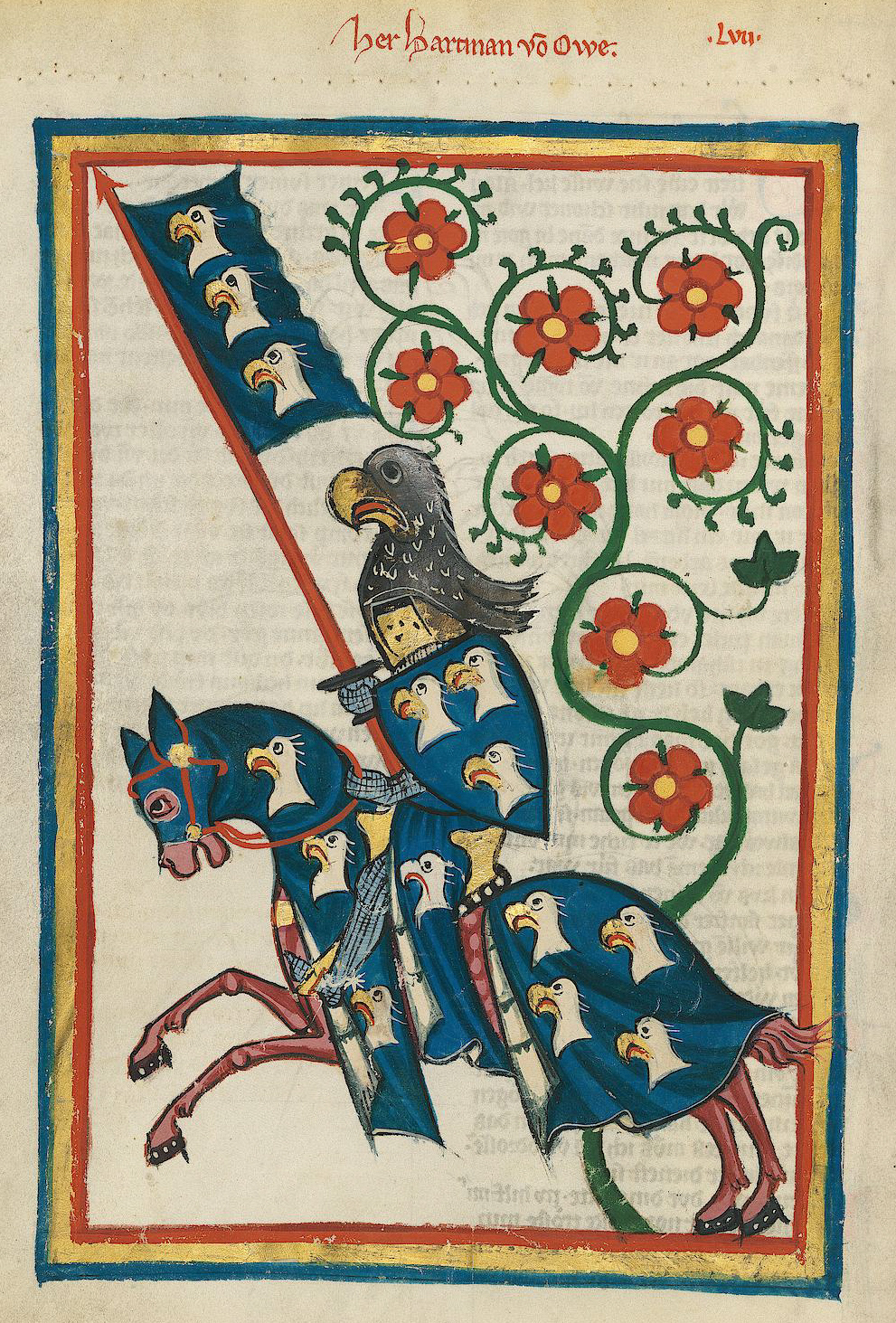
Herr Hartmann von Aue (idealisierte Miniatur im Codex Manesse, fol. 184v, um 1300)

Hartmann von Aue, auch Hartmann von Ouwe († vermutlich zwischen 1210 und 1220) gilt neben Wolfram von Eschenbach und Gottfried von Straßburg als der bedeutendste Epiker der mittelhochdeutschen Klassik um 1200. Gemeinsam mit Heinrich von Veldeke steht er am Beginn des aus Frankreich übernommenen höfischen Romans. Von ihm sind die Verserzählungenen Erec, Gregorius oder Der gute Sünder, Der arme Heinrich, Iwein, ein unter dem Namen Das Klagebüchlein bekanntes allegorisches Streitgespräch, sowie einige Minne- und Kreuzlieder überliefert.

## Leben und zeitliche Einordnung des Werks
Hartmann von Aue ist urkundlich nicht bezeugt, so dass die Rekonstruktion seiner Lebensumstände auf eigene Äußerungen in seinen Werken und Nennungen durch andere Autoren angewiesen ist; mögliche Lebensdaten sind aus der erschlossenen zeitlichen Einordnung des Werkes abgeleitet und bleiben letztlich spekulativ.
Chrétiens de Troyes Erec et Enide und Yvain, die altfranzösischen Quellen für Hartmanns Erec und Iwein, entstanden mutmaßlich um 1165 und um 1177. Deshalb geht man davon aus, dass Hartmann nach 1180 als Dichter in Erscheinung trat. Spätestens 1205/10 waren alle Versromane Hartmanns bekannt, denn Wolfram von Eschenbach nimmt im Parzival auf den Iwein Bezug (253,10–14; 436,4–10), der aus stilistischen Gründen als letzter der vier Romane Hartmanns gilt.
Hartmanns Kreuzlieder spielen entweder auf den Dritten Kreuzzug (1189) oder den von Heinrich VI. vorbereiteten sogenannten Deutschen Kreuzzug (1197) an, der wegen Heinrichs Tod nicht zur Ausführung kam. Eine eigene Teilnahme Hartmanns an einem Kreuzzug ist umstritten. Der Tod eines Gönners, der in den Kreuzliedern zweimal angesprochen wird (V,4 und XVII,2), ist als Tod des Zähringers Berthold IV. 1186 interpretierbar.
Eine Erwähnung Saladins († 1193) im dritten Kreuzlied (XVII,2) galt früher als zentraler Bezugspunkt für die Werkchronologie. Aus dem überlieferten Text im Codex Manesse, dem einzigen Überlieferungsträger, kann man jedoch nicht eindeutig bestimmen, ob auf Saladin noch als Lebenden Bezug genommen wird.
Um 1210 benennt Gottfried von Straßburg in seinem Literaturexkurs im Tristan Hartmann als lebenden Dichter (V. 4621–4635). Heinrich von dem Türlin beklagt dagegen nach 1220 in seinem Gawain-Roman Der Âventiure Crône seinen Tod (V. 2372–2437).

### Stand, Bildung und Herkunft
Schon dass Hartmann von Aue seine Werke schriftlich verfasst hat, zeugt von einer, auf den ersten Blick, banalen Eigenschaft: Er konnte lesen und schreiben. Dies war im Mittelalter nicht selbstverständlich und nur wenigen Personen vergönnt. Die meisten Informationen über Hartmanns Lebensumstände liefern die Prologe und Epiloge seiner Werke. Besonders in den Prologen des Armen Heinrich und in kaum abgewandelter Form des Iwein macht Hartmann Aussagen über sich selbst.
| Ein ritter sô gelêret was, daz er an den buochen las, swaz er dar an geschriben vant: der was Hartmann genannt, dienstman was er zouwe. | Es war einmal ein Ritter, der so gebildet war, dass er alles, was er in den Büchern geschrieben fand, lesen konnte. Er hieß Hartmann und war Lehnsmann zu Aue. |

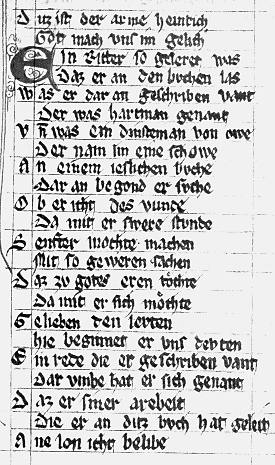
Prolog des Armen Heinrich (Heidelberg, UB, Cpg 341, fol. 249ra)

Hartmann benennt sich als Ritter (genauer dem unfreien Stand der Ministerialen zugehörig) und betont zugleich seine Bildung, die er noch immer weiter durch das Lesen von Büchern ausbaut. Im Verständnis der Zeit meint gelêret eine Bildung anhand von lateinischen Werken an einer von geistlich ausgebildeten Lehrern geleiteten Schule.
Was Hartmann im Prolog benennt, ist für einen Ritter um 1200 ungewöhnlich und könnte – unabhängig vom tatsächlichen Stand Hartmanns und seiner persönlichen Bildung – dem Bedürfnis entspringen, sich literarisch zu stilisieren und sich seinem Publikum zu empfehlen: Hartmann sagt aus, dass er als Ritter dem gleichen (erstrebenswerten) Stand wie sein Publikum angehört und dass er zudem durch seine Bildung eine besondere Kompetenz hat, das Werk zu erzählen. Die legendenhaften Werke Gregorius und Armer Heinrich sowie die Klage zeigen allerdings tatsächlich philosophische, theologische und rhetorische Grundkenntnisse, die eine Ausbildung an einer Domschule wahrscheinlich machen. Eine Klosterschule wie die in Reichenau hätte ihm dagegen wohl nicht offengestanden. Da Erec und Iwein aus schriftlichen französischen Vorlagen übertragen wurden, muss Hartmann auch über ausgezeichnete Französischkenntnisse verfügt haben.
Weder Hartmanns Herkunft noch seine Wirkungsstätte lassen sich sicher lokalisieren. Er schrieb in einer mittelhochdeutschen Literatursprache, die starke Dialekteigenheiten möglichst vermied und so eine überregionale Verbreitung seiner Werke erlaubte. Seine Reime weisen jedoch auf eine Herkunft aus dem alemannischen Raum. Dazu passt die Beschreibung Hartmanns als von der Swâben lande bei Heinrich von dem Türlin (Crône, V. 2353). So lässt sich insgesamt seine Herkunft auf das Herzogtum Schwaben eingrenzen.
Aue ist ein so häufiger Ortsname, dass sich der genaue Herkunftsort Hartmanns nicht festmachen lässt. Zu den diskutierten Orten namens Aue oder Au gehören Au bei Ravensburg (Kloster Weißenau), Au bei Freiburg, Eglisau (im Kanton Zürich) und Obernau am Neckar (in der Nähe von Rottenburg bei Tübingen). Dort lässt sich ein Ministerialengeschlecht im Dienst der Zähringer nachweisen, die – bis heute blühenden – Herren von Ow, deren erster urkundlich erwähnter Vertreter ein Wolferat de Owa im Jahr 1095 war. Das überwiegend am oberen Neckar begüterte Geschlecht tritt zwischen 1080 und 1140 mit Heinrich (siehe unten), Gerbold, Werner, Wolfrad und Adelbert in der Überlieferung einiger schwäbischer Reformklöster auf. Die Tatsache, dass es sich bei den von Ow um Edelfreie handelte, könnte der Selbstbezeichnung Hartmanns als Lehnsmann zu Aue jedoch entgegenstehen, ebenso das abweichende Wappen in den Liederhandschriften. Doch begaben sich die von Ow im 13. Jahrhundert offenbar in die Ministerialität der mächtigeren Grafen von Zollern-Hohenberg. Da in der Regel die Gesamtfamilie (im Mannesstamm) belehnt wurde, konnte sich auch ein Mitglied einer jüngeren Linie, der das Lehen gar nicht selbst innehatte, sondern nur als möglicher Ersatzerbe vorgesehen war, oder der als Ganerbe lediglich einen Splitteranteil am Lehen besaß, als Lehnsmann bezeichnen. Und die Wappen in den Liederhandschriften sind über ein Jahrhundert später entstanden, als Wappenrollen oft noch nicht verfügbar waren, und daher nicht sehr zuverlässig.
Auffallend ist jedoch die Namensgleichheit mit dem Helden des Armen Heinrich: Heinrich von Ouwe (V. 49) der den vürsten gelîch (V. 43) ze Swâben gesezzen (V. 31). Wie schon erwähnt, erscheint unter den urkundenden Mitgliedern der Adelsfamilie von Ow um 1100 auch ein Henricus de Owon oder de Owen. Als Interpretation bietet sich an, hier entweder die poetisch verklärte eigene Familiengeschichte Hartmanns oder eine Huldigung an die Familie des Auftraggebers zu sehen. Da die Nachkommen des „fürstengleichen“ Heinrich durch dessen Ehe mit einem bäuerlichen Mädchen den Stand eines regierenden (fürstengleichen) Herren verloren haben müssten, scheint die zweite Erklärung wenig plausibel zu sein. Dagegen hätte Hartmann den Stand seiner eigenen Familie in der unfreien Ministerialität durch eine „fürstengleiche“  Abkunft verklären können. Er könnte also der Angehörige eines morganatischen Seitenzweiges dieser Familie gewesen sein, die zwar dem Schildknappen- bzw. Ritterstand, nicht aber dem Herrenstand angehörte. Tatsächlich lassen neuere Forschungen vermuten, dass die Herren von Ow ihrerseits eine frühe Nebenlinie der Grafen von Altshausen-Veringen waren. Damit wären sie tatsächlich „fürstengleicher“ Abkunft.

### Mögliche Mäzene Hartmanns

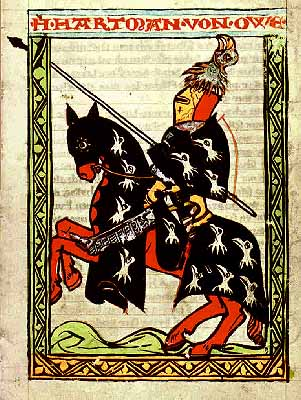
Die Weingartner Liederhandschrift überliefert ein mit dem des Codex Manesse fast identisches Autorenbild Hartmanns (Stuttgart, LB, HB XIII poetae germanici 1, pp 32–39)

Anders als Chrétien de Troyes hat Hartmann seine Gönner nicht genannt, so dass man in dieser Frage auf Spekulationen angewiesen bleibt. Als mögliche Mäzene, ohne die ein mittelalterlicher Dichter nicht hätte arbeiten können, kommen im Fall Hartmanns in erster Linie die Zähringer, die Welfen und die Staufer in Betracht. Zu keinem Geschlecht lässt sich aber eine Verbindung nachweisen.
Meist wird heute die Anschauung vertreten, dass Hartmann am ehesten für den Hof der Zähringer gewirkt haben dürfte. Dies könnte erklären, auf welchem Wege Hartmann zu seinen Vorlagen für Erec und Iwein gelangte, denn das Adelsgeschlecht unterhielt enge Kontakte nach Frankreich, die bis in den Wirkungskreis Chrétiens de Troyes reichten. Auch das Wappen, das den Autorenbildern Hartmanns in den Liederhandschriften Anfang des 14. Jahrhunderts beigegeben wird, lässt sich als Abwandlung des Zähringer-Wappens deuten: Weiße Adlerköpfe auf blauem oder schwarzem Grund. Unter den welfischen Fürsten kommt nur Welf VI. als Gönner in Betracht. In diesem Fall wäre Hartmanns Heimat wahrscheinlich Weißenau bei Ravensburg.

## Werke

### Chronologie
Aus stilistischen Gründen lässt sich eine innere Chronologie der Werke erschließen, der zufolge das Klagebüchlein am Anfang steht. Erec ist der erste Versroman Hartmanns, gefolgt vom Gregorius, dem Armen Heinrich und Iwein. Obwohl diese Reihenfolge fast ausschließlich auf Sprachuntersuchungen basiert, ist sie in der Forschung weitgehend anerkannt. Möglich wäre allerdings auch die Entstehung des Armen Heinrich nach oder parallel zum Iwein. Der Beginn des Iwein (etwa 1000 Verse) könnte in zeitlicher Nähe zum Erec entstanden und der Roman erst später vollendet worden sein. Die Stellung der Klage als erstes Werk ist nicht ganz deutlich, doch der Autor bezeichnet sich darin selbst als jungelinc (V. 7).
Eine Reihenfolge der Lieder muss hypothetisch bleiben. Unklar ist schon, ob die erhaltenen Lieder annähernd das vollständige lyrische Œuvre Hartmanns überliefern. Auch über die Aufführungspraxis wissen wir wenig. Sollten sie im Ganzen eine Geschichte erzählen, ließe sich eine Dramaturgie erschließen, die dann auch auf Selbsterlebtes zurückgreifen könnte. Doch ein solcher Zyklus bleibt Spekulation und gilt als eher unwahrscheinlich, so dass nur die Kreuzlieder an historische Ereignisse angebunden werden können – aber selbst das bleibt umstritten.
In der früheren Forschung wurde eine Persönlichkeitsentwicklung Hartmanns angenommen und daraus eine frühe Schaffensphase mit den weltlichen arthurischen Epen Erec und Iwein abgeleitet, auf die dann, nach einer persönlichen Krise, die religiös gefärbten Erzählungen Gregorius und Armer Heinrich gefolgt seien. Diese Sicht stützte sich einerseits auf den Gegensatz zwischen den weltlichen Minneliedern und den Kreuzzugsliedern und andererseits auf den Prolog des Gregorius. Hier erteilt der Autor den eitlen Worten seiner Jugend eine Absage, mit denen er in der Vergangenheit den Beifall der Welt gesucht habe; nun aber wolle er mit einer religiösen Erzählung diese Sündenlast mildern. Eine solche autorpsychologische Interpretation wird heute aber wegen des topischen Charakters der Prologaussagen für Hartmann wie für die meisten mittelalterlichen Autoren weitgehend abgelehnt.

### Lieder

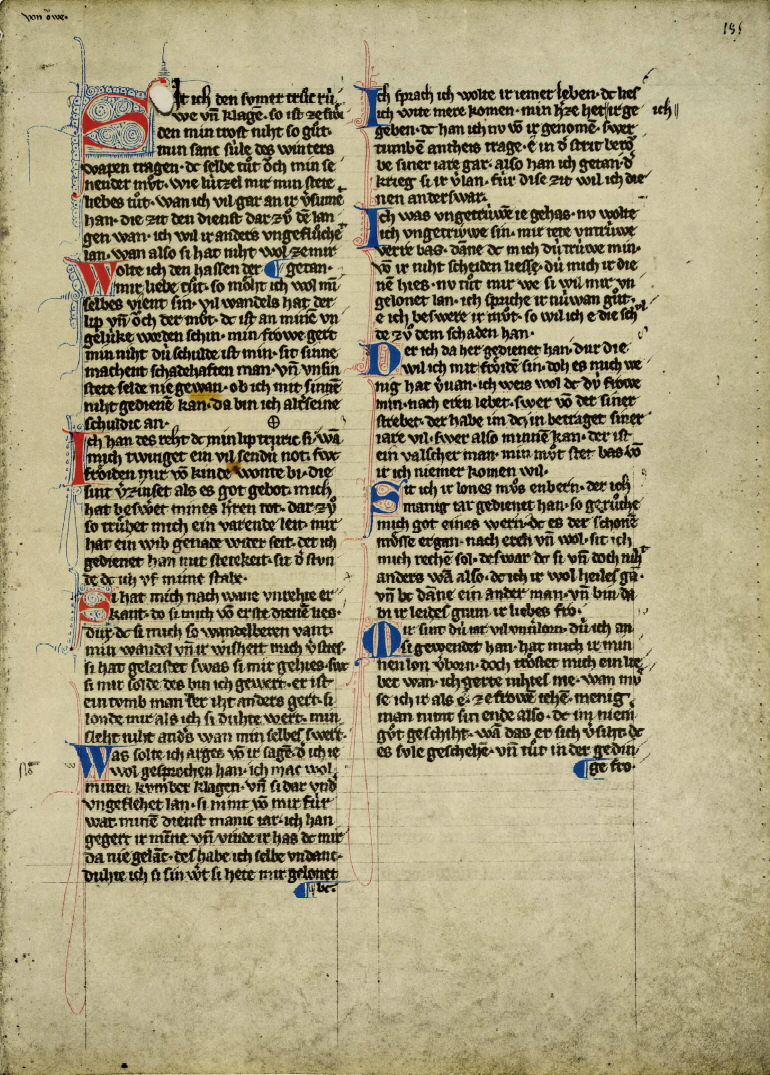
Lieder Hartmanns im Codex Manesse (fol. 185r), Anfang 14. Jahrhundert

Insgesamt sind 18 Töne (zu denen jeweils eine eigene, nicht überlieferte Melodie gehörte) mit zusammen 60 Strophen unter Hartmanns Namen überliefert. Thematisch stehen die Minnelieder dem didaktischen Text des Klagebüchleins nahe. Hier wie dort werden die subjektiv-erotischen und die gesellschaftlich-ethischen Aspekte der Geschlechterliebe im Sinne der höfischen Minne diskutiert. Die drei Kreuzlieder füllen thematisch eine Subgattung der Minnelyrik, die in den Jahrzehnten um 1200 eine große Bedeutung besaß und die Verpflichtung des Ritters zum Dienst an Gott gegen seine Verpflichtung zum Minnedienst abwägt. Formal unterscheiden sie sich nicht von Minneliedern.
Charakteristisch für Hartmann ist ein ernster, nüchterner und rationaler Stil, der sich argumentierend im höfischen Minnediskurs und in der Auseinandersetzung mit der Kreuzzugsthematik bewegt. In der deutschsprachigen Kreuzzugslyrik nehmen die Lieder Hartmanns eine Sonderstellung ein. Kein anderer volkssprachiger Dichter, ausgenommen Walther von der Vogelweide mit seiner Elegie, greift mit solchem Ernst ethische Grundfragen auf.
Im Urteil der Literaturhistoriker, die Hartmann als Lyriker lange Zeit keinen besonderen Rang eingeräumt hatten, werden die Minnelieder etwa seit den 1960er Jahren zunehmend positiv bewertet. Lediglich den Kreuzliedern war schon immer ein hoher literarischer Wert zuerkannt worden.
Das größte interpretatorische Problem höfischer Lyrik ist ihr biografischer Gehalt. In der älteren Forschung wurde das Werk Hartmanns autorpsychologisch gedeutet, eine reale unerfüllte Minnebeziehung angenommen und eine Kreuzzugsteilnahme als Abschluss einer persönlichen Entwicklung betrachtet. Seine Kreuzzugsdichtung wurde demzufolge als Absage an die irdische zugunsten der Gottesminne verstanden. Als Auslöser für eine persönliche Sinnkrise wurde der zweifach erwähnte Tod seines Gönners angesehen. Die Minneklage wird heute allgemein als topisch angesehen; ob Hartmann tatsächlich an einem Kreuzzug teilgenommen hat, muss hypothetisch bleiben.

### Das Klagebüchlein
Als erstes erzählerisches Werk Hartmanns gilt Das Klagebüchlein, auch Die Klage oder Das Büchlein genannt. Wie die Romane ist das Klagebüchlein in vierhebigen Paarreimen geschrieben. Es umfasst 1914 Verse und ist wie der Erec lediglich im Ambraser Heldenbuch überliefert (um 1510). Das allegorische Streitgespräch ist in der Form einer gelehrten Disputation verfasst. Gesprächspartner sind das herze als geistiges Zentrum und der lîp als körperlich-sinnlicher Teil des Menschen. Thema ist der Sinn der hohen Minne und das richtige Verhalten des Mannes bei der Werbung um eine Frau.
Das literarische Muster des Streits zwischen Seele und Leib war in der religiösen mittelalterlichen Dichtung weit verbreitet, die Übertragung in die weltliche Sphäre durch Hartmann hatte dagegen keine direkten Vorläufer oder Nachfolger im deutschsprachigen Raum. Erst im 14. Jahrhundert sind vergleichbare Minnereden zahlreich überliefert – Hartmanns Werk war zu dieser Zeit aber wohl schon vergessen. Diskutiert wird eine mögliche französische oder provenzalische Vorlage, da die Minnelehre die modernste Minnekonzeption aus Frankreich adaptiert. Auf französische Quellen deutet auch eine Textstelle, in der davon gesprochen wird, das herze habe den Kräuterzauber aus Frankreich gebracht (V. 1280). Die Suche nach überlieferten französischen Texten, die für eine solche Vorlage in Frage kommen könnten, blieb allerdings erfolglos.

### Artusepik: Erec und Iwein
Erec und Iwein gehören dem Sagenkreis vom König Artus an. Der Erec gilt als erster Roman Hartmanns, zugleich war er der erste Artusroman im deutschsprachigen Raum und nach dem Eneasroman Heinrichs von Veldeke der erste Roman, der die aktuelle Minnekonzeption aus Frankreich aufnahm. Nach literaturgeschichtlichen Konventionen gelten der Eneasroman und der Erec daher als erste im eigentlichen Sinn höfische Romane in deutscher Sprache. Da der Prolog im Ambraser Heldenbuch (um 1510), der einzigen (fast) vollständig erhaltenen Handschrift, fehlt, gibt es keine Anhaltspunkte auf die Umstände der Entstehung dieses ersten deutschen Artusromans.
Beiden Artusepen Hartmanns liegen französische Epen von Chrétien de Troyes zu Grunde. Hartmann übertrug den Erec sehr frei in die deutsche Sprache und nahm dabei Rücksicht auf seine literarisch weniger vorgebildeten Hörer in einem anderen kulturellen Umfeld, indem er seine Vorlage um erläuternde Exkurse erweiterte. Vereinzelt wurde erwogen, dass Hartmann für den Erec nicht den altfranzösischen Chrétien-Roman, sondern eine kleverländisch-niederländische Vorlage genutzt habe. Diese Theorie kann sich nur auf wenige Anhaltspunkte stützen, Nebenquellen sind aber denkbar.
Bei der Übertragung des Iwein hielt sich Hartmann, bei aller künstlerischen Souveränität, enger an seine Vorlage. Da der neue Literaturtyp des höfischen Romans inzwischen in Deutschland etabliert war, konnte er nun auf ausführliche Erklärungen weitgehend verzichten. Auffällig sind in beiden Artusepen, vor allem aber im Iwein, märchenhafte Erzählmotive, die wesentlich auf die Herkunft des literarischen Stoffes zurückgehen. Der Themenkreis um König Artus gehört der Matière de Bretagne an, ursprünglich mündlich überlieferten keltischen Stoffen, die mit den Bearbeitungen Chrètiens in die europäische Literatur eingegangen waren.
Strukturell ist beiden Artusepen ein sogenannter Doppelweg gemeinsam: Der Held gewinnt durch âventiure gesellschaftliche Anerkennung am Hofe König Artus’ und die Hand einer schönen Dame (die Leitbegriffe sind hier êre und minne) und gelangt so aus der Namenlosigkeit zum Gipfel des Ruhms. Durch eigene Schuld gerät er aber in Konflikt mit der Umwelt und verliert die Gunst seiner Dame wieder. Erst in einem zweiten Durchgang kann er sich durch erneute ritterliche Taten und einen Lernprozess rehabilitieren und das soziale Ansehen und die Zuneigung der Dame zurückgewinnen.

### Legendenhafte Erzählungen: Gregorius und Der arme Heinrich
Die beiden Erzählungen Gregorius und Armer Heinrich einer Gattung zuzuweisen, bereitet Schwierigkeiten: Beide behandeln religiös grundierte Themen um Schuld und göttliche Gnade und nutzen Formen des Erzähltyps Legende; der Gregorius ist eine Papstvita, der Arme Heinrich steht auch dem Märe nahe. Gleichzeitig handelt es sich aber um romanhafte höfische Erzählungen, die bis zu einem gewissen Grad als fiktional gelten können. Die Forschung behilft sich deshalb mit der Bezeichnung höfische Legenden.
Der Gregorius greift das Inzest-Motiv doppelt auf. Weitgehend dem Publikum überlassen bleibt die Interpretation, wie schwer die unverschuldete Sünde der Geburt aus einem Inzest und die ungewusste Sünde des eigenen Inzests wiegen.
Der Arme Heinrich ist mehr auf die Reflexion und die subjektive Reaktion der handelnden Figuren konzentriert als auf die äußere Handlung. Interessant ist der mögliche Bezug zur eigenen Familiengeschichte Hartmanns. Der Prolog spricht von Quellensuche in (lateinischen) Büchern, eine entsprechende Vorlage hat sich aber nicht nachweisen lassen.

## Rezeption

### Überlieferung

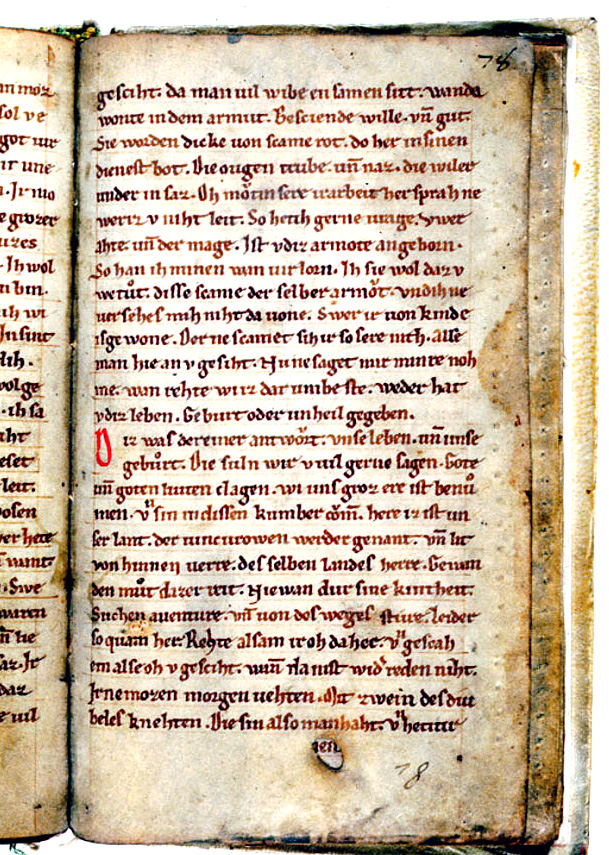
Handschrift A des Iwein, 2. Viertel 13. Jahrhundert. (Heidelberg, Universitätsbibliothek, Cpg 397, f. 78r)

Vom Erec sind nur rätselhaft wenige Textzeugen erhalten: Nur eine annähernd vollständige Handschrift aus dem 16. Jahrhundert (Ambraser Heldenbuch) und drei Fragmente aus dem 13. und 14. Jahrhundert sind bekannt. Das entspricht nicht der Wirkung, die der Erec-Stoff nachweislich hatte. Über die Gründe der spärlichen Überlieferung lässt sich nur spekulieren.
In jüngster Zeit haben Fragmentfunde neue Fragen zur Überlieferungsgeschichte aufgeworfen. Das sogenannte Zwettler Fragment aus dem Stift Zwettl (Niederösterreich) stellte sich als Erec-Bruchstück aus dem 2. Viertel des 13. Jahrhunderts heraus. Der mitteldeutsche Text scheint eine von Hartmann unabhängige Übersetzung aus dem Französischen zu überliefern und wird als Mitteldeutscher Erec bezeichnet. Bereits früher hatte das Wolfenbütteler Fragment aus der Mitte oder dem 3. Viertel des 13. Jahrhunderts eine zweite Übertragung möglich erscheinen lassen, die dem Roman Chrétiens näher stand als der Text des Ambraser Heldenbuches. Die Stellung dieser mutmaßlich mitteldeutschen Übertragung zum oberdeutschen Erec Hartmanns (ob Vorläufer, unabhängige Parallelversion oder Rezeptionszeugnis) ist noch nicht geklärt.
Der Iwein gehört dagegen zu den am stärksten überlieferten Romanen aus der Zeit um 1200: Mit 15 vollständigen Handschriften und 17 Fragmenten von Anfang des 13. bis ins 16. Jahrhundert sind mehr Handschriften erhalten als beispielsweise von Gottfrieds Tristan. Nur die Romane Wolframs von Eschenbach (Parzival, Willehalm) sind noch häufiger als der Iwein abgeschrieben worden. Gregorius und Armer Heinrich sind mit sechs und drei vollständigen Handschriften sowie fünf und drei Fragmenten überliefert. Der Gregorius wurde dreimal, der Arme Heinrich einmal ins Lateinische übersetzt. Beide Texte sind darüber hinaus anonymisiert in weit verbreitete Kompilationen, wie Legendensammlungen, historische Werke oder Volksbücher, eingeflossen.
Alle 60 Strophen der Lieder Hartmanns sind im Codex Manesse überliefert, in der Weingartner Liederhandschrift 28 und in der Kleinen Heidelberger Liederhandschrift 10, dazu kommt vereinzelt Streuüberlieferung. Die drei Kreuzlieder Hartmanns sind im Codex Manesse enthalten, eines davon auch in der Weingartner Liederhandschrift.

### Bearbeitungen im Spätmittelalter und in der Frühen Neuzeit
Die offene Textform der legendenhaften Erzählungen Hartmanns erleichterte die Aufnahme in Legenden- und Exempelsammlungen, durch die die anonymisierten Stoffe weit verbreitet wurden. Der Gregorius wurde bis 1450 in drei lateinischen und zwei deutschen Adaptionen verarbeitet. Durch die Aufnahme in die in ganz Europa verbreitete lateinische Exempelsammlung Gesta Romanorum und in die populärste deutsche Legendensammlung Der Heiligen Leben wurde der Gregoriusstoff in Prosaauflösungen sehr bekannt. Der Arme Heinrich wurde bis ins 15. Jahrhundert tradiert und in zwei lateinische Exempelsammlungen aufgenommen.
Ulrich Fuetrer dichtet nach 1480 eine stark gekürzte Neufassung des Iwein. Der Iban in 297 Titurelstrophen ist der vierte von sieben Artusromanen in seinem Buch der Abenteuer. Die Überlieferung der Artusepen findet mit dem Traditionsbruch der Reformationszeit im 16. Jahrhundert ein Ende. Wie die meisten höfischen Romane werden auch Iwein und Erec nicht in Prosaversionen aufgelöst und in gedruckte Volksbücher übernommen. Dieser Medienwechsel gelingt nur einigen mittelhochdeutschen Epen von geringerem literarischem Anspruch.

### Erwähnungen Hartmanns durch andere Dichter
Bereits von den Zeitgenossen wurde Hartmann als führender Dichter angesehen, dessen Bedeutung einerseits in der formalen und sinnhaften Klarheit seiner Romane liege, andererseits in seiner gattungsbegründenden Rolle innerhalb der deutschen Dichtung. Gottfried von Straßburg preist ihn im Tristan (um 1210) für seine kristallînen wortelîn (Vers 4627) und spricht ihm in einem Literaturexkurs den ersten Rang unter den Epikern zu.
| Hartman der Ouwære, âhî, wie der diu mære beide ûzen unde innen mit worten und mit sinnen durchverwet und durchzieret! … swer guote rede zu guote und ouch ze rehte kan verstân der mouz dem Ouwaere lân sîn schapel und sîn lôrzwî, | Hartmann von Aue ja, wie der seine Geschichten sowohl formal wie inhaltlich mit Worten und Gedanken völlig ausschmückt und verziert! … Wer gute Sprache gut und auch richtig zu verstehen vermag, der muss Hartmann seinen Siegerkranz und Lorbeer lassen. |

Dichterkataloge, in denen Hartmann in ähnlicher Weise als stilbildend gelobt wird, finden sich in der Folge in Rudolfs von Ems Alexander (nach 1230) und Willehalm von Orlens (um 1240, mit einer Erwähnung des Erec). Heinrich von dem Türlin widmet Hartmann in der Crône (nach 1220) eine bewegte Totenklage und stellt ihn auch als Lyriker als normsetzenden Ausgangs- und Mittelpunkt heraus. Auch hier wird auf die Handlung des Erec Bezug genommen, die bei den Zuhörern als bekannt vorausgesetzt wird. Heinrich von dem Türlin greift bei Zitaten jedoch auch auf eine französische Erec-Handschrift zurück.
Ähnliche Nennungen, jetzt schon kanonisiert, finden sich später im Meleranz des Pleiers (um 1270), in Konrads von Stoffeln Gauriel (um 1270), in Albrechts Jüngerem Titurel (um 1270) und in der Steirischen Reimchronik Ottokars aus der Gaal (um 1310). Während diese Dichter Hartmanns Artusepen hervorheben, rühmt der von Gliers, ein Lyriker aus der 2. Hälfte des 13. Jahrhunderts, ihn als Minnesänger. Trotz ihrer breiten Überlieferung und zahlreicher Bearbeitungen werden Hartmanns religiös gefärbte Werke nirgends erwähnt.
Unter den Einzelberufungen stechen diejenigen im Parzival Wolframs von Eschenbach hervor. Da in dem gegen 1205 entstandenen Werk sowohl auf den Erec als auch auf den Iwein angespielt wird, bietet der Parzival auch den wertvollsten Hinweis für die Datierung der Hartmannschen Epen (terminus ante quem). Der Tenor von Wolframs Anspielungen ist im Gegensatz zu den späteren Namensnennungen eher scherzhaft-spöttelnd bis kritisch. Später werden in die Handlung integrierte Anspielungen auf die arthurischen Romane Hartmanns üblich, so im Wigalois Wirnts von Grafenberg, im Garel des Pleiers und im Jüngeren Titurel. Solche Referenzen finden sich sogar in einem Werk nicht-arthurischer Thematik, der Reimlegende vom Hl. Georg Reinbots von Durne.

### Bildrezeption
Der Iwein wurde mehrmals Gegenstand bildlicher Darstellung, und dies schon sehr rasch nachdem der Roman bekannt wurde. Auffällig ist, dass das Medium dafür nicht Buchillustrationen, sondern vor allem Wandmalerei und -teppiche sind. Die Gebrauchsform der monumentalen Darstellungen in Wohnräumen ('Trinkstuben') ist die gesellschaftliche Repräsentation.

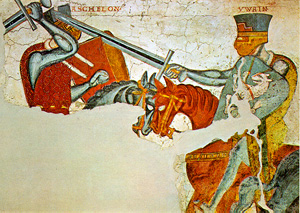
Fresko aus dem Iwein-Zyklus auf Schloss Rodenegg

Die künstlerisch anspruchsvollsten Illustrationen sind die Iwein-Wandbilder auf Burg Rodenegg bei Brixen (Südtirol). Umstritten ist, ob sie nach kunsthistorischen Kriterien unmittelbar nach 1200 oder zwischen 1220 und 1230 zu datieren sind. Der erst 1972 freigelegte Zyklus besteht aus elf Bildern, die nur Szenen aus dem ersten Teil des Iwein darstellen. Im Hessenhof in Schmalkalden, ebenfalls aus der ersten Hälfte des 13. Jahrhunderts, sind in einem Wohnraum ('Trinkstube') Wandbilder mit 23 Szenen von ursprünglich 26 erhalten.
Um 1400 entstanden weitere Wandbilder mit exemplarischen Helden der höfischen Dichtung in der Burg Runkelstein bei Bozen (Südtirol). Dort bilden Iwein, Parzival und Gawein eine Trias der besten und vorbildlichsten Ritter. Iwein und Laudine (daneben Lunete als Assistenzfigur) erscheinen als eines der exemplarischen Paare auf dem sogenannten Maltererteppich, der um 1320/1330 entstand (heute: Augustinermuseum Freiburg im Breisgau). In den Medaillons des Teppichs sind 'Minnesklaven' dargestellt – Männer, die in Abhängigkeit von einer Frau geraten sind. Neben Iwein sind dies Samson, Aristoteles und Vergil. Nach neueren Untersuchungen ist der Erec-Stoff Gegenstand plastischer Darstellung auf dem Krakauer Kronenkreuz.

### Moderne Rezeption
1780 setzte mit Johann Jakob Bodmers Fabel von Laudine die neuzeitliche Hartmann-Rezeption ein. Sein Schüler Christoph Heinrich Myller veröffentlichte 1784 eine erste Textedition des Armen Heinrich und des Twein (= Iwein) nach mittelalterlichen Handschriften. 1786 folgt Karl Michaeler mit einer zweisprachigen Iwein-Ausgabe. Auf der Grundlage von Myllers Edition beruhte Gerhard Anton von Halems Rokoko-Adaption Ritter Twein (1789). Die Iwein-Edition von Georg Friedrich Benecke und Karl Lachmann von 1827 blieb bis heute in verschiedenen Neubearbeitungen die maßgebliche Textedition. Der Erec wurde 1839 von Moriz Haupt ediert.
1815 veröffentlichten die Brüder Grimm eine kommentierte Ausgabe des Armen Heinrich mit einer Nacherzählung. Den Gregorius brachte zum ersten Mal Karl Simrock 1839 für 'jeden gefühlvollen Leser' heraus und hatte dabei den Anspruch, mit einer Nachdichtung die Echtheit des Textes wiederherzustellen. Literarisch wurde besonders häufig der Arme Heinrich bearbeitet, unter anderem von Adelbert von Chamisso (1839), Ricarda Huch (1899) und Gerhart Hauptmann (1902). Auch die erste Oper Hans Pfitzners ist eine Vertonung des Armen Heinrich nach einem Libretto von James Grun (1895). August Klughardt komponierte in der Nachfolge Richard Wagners 1879 eine erfolglose Iwein-Oper. Der spätromantische Komponist Richard Wetz vertonte ein Kreuzfahrerlied für gemischten Chor nach Hartmann in einer neuhochdeutschen Nachdichtung von Will Vesper.
Die freie Gregorius-Adaption Der Erwählte von Thomas Mann (1951) sticht unter allen modernen Bearbeitungen der Werke Hartmanns hervor. Zuletzt griffen Markus Werner (Bis bald, 1995), der Dramatiker Tankred Dorst (1997) und der Lyriker Rainer Malkowski (1997) den Armen Heinrich auf. Felicitas Hoppe hat mit Iwein Löwenritter (2008) die Iwein-Geschichte für Kinder nacherzählt.